# Ataf
Ataf Khawaja er en dansk rapper, der i hiphop-kredse også er kendt under navnet Sorte Slyngel. Han har pakistanske rødder og opvokset i Vanløse og har været en del af det danske hiphopmiljø de sidste 25 år. Ataf begyndte som solist, men dannede hurtigt gruppen Smooth Asiatics, som siden er kendt som Kidnap. Kidnap blev store i undergrundsmiljøet, men de rappede på engelsk. Ataf syntes udfordringen lå i at rappe på dansk, og dette resulterede bl.a. i gæsteoptræden på Jokeren og Den Gale Poses 3. album og turné, medvirken på Clemens’ første album Regnskabets time, og Ataf har desuden optrådt på Roskilde Festivalens hiphopscene tre gange.
Ataf, som i starten af sin karriere dyrkede gangster-stilen, gjorde sidenhen op med dette image, og valgte at rappe om integration, identitet og samfund.

## Diskografi
- Paraderne Nede (2005)
- Galleri (2009)